# Brachyodynerus
Brachyodynerus (лат.) — род одиночных ос (Eumeninae). Палеарктика.

## Описание
Осы мелких размеров (около 1 см). Окраска чёрная с светлыми пятнами и перевязями. Взрослые самки охотятся на личинок насекомых, которые служат кормом для развития собственных личинок осы. От близких родов отличаются следующими признаками: тегула плотно пунктирована, заметно превышает паратегулу, почти такая же, как щитик; срединно-передняя поверхность переднеспинки плотно пунктирована; метанотум без боковых ламелей; самка с одной цефалической ямкой, расположенной на полпути между задними глазками и затылочным килем.

## Классификация
Род был выделен в 1938 году для вида Odynerus (Lionotus) magnificus Morawitz, 1867. Род включают в состав подсемейства Eumeninae. Близок к роду Parodontodynerus.
- Brachyodynerus binominatus Blüthgen, 1939[7]
- Brachyodynerus chloroticus Gusenleitner, 2004
- Brachyodynerus djebaili Giordani Soika, 1983[8]
- Brachyodynerus kopetdagicus (Kostylev, 1940)[9]
- Brachyodynerus kusdasi Gusenleitner, 1967[10]
- Brachyodynerus magnificus (Moravitz, 1867)[11]
  - =Odynerus morawitzi André, 1884
- Brachyodynerus perrarus Kurzenko, 1977 (Алашань, Китай)
- Brachyodynerus quadrimaculatus (Andre 1884)
- Brachyodynerus zhelochovtzewi (Kostylev, 1929)